# Vlatko Đonović
Vlatko Đonović (* 14. Oktober 1969) ist ein montenegrinischer Handballtrainer, der zuvor als Handballspieler aktiv war.

## Karriere
Đonović spielte beim montenegrinischen Erstligisten RK Mornar Bar, für den er in der Saison 2007/08 im EHF Challenge Cup das Tor hütete. Bei Monar begann er im Jahr 2008 auch seine Trainerlaufbahn. Weiterhin war er bei der Europameisterschaft 2008 als Torwarttrainer bei der montenegrinischen Männer-Nationalmannschaft tätig. Im selben Jahr wechselte Đonović zur Frauenmannschaft ŽRK Budućnost Podgorica, bei der er als Torwarttrainer und als Co-Trainer unter Dragan Adžić arbeitete. Später betreute er ebenfalls die Torhüterinnen der montenegrinischen Frauen-Nationalmannschaft. Nach den Olympischen Spielen 2016 beendete er seine Tätigkeit bei der montenegrinischen Auswahl. Nach der Saison 2016/17 gab er ebenfalls seine Posten bei Budućnost Podgorica ab.
Đonović übernahm im Januar 2018 den ungarischen Erstligisten Kisvárdai KC. Nachdem Kisvárdai bei seinem Dienstantritt den 10. Platz in der Tabelle belegte, schloss die Mannschaft die Saison 2018/19 auf dem 7. Platz ab. Nachdem Kisvárdai in der ersten Saisonhälfte 2018/19 hinter den Erwartungen zurückblieb, wurde Đonović im Februar 2019 entlassen. Noch im selben Monat nahm ihm der russische Erstligist GK Astrachanotschka unter Vertrag. Nach der Saison 2020/21 verließ er Astrachanotschka. In der Saison 2022/23 trainierte er die Männermannschaft von RK Lovćen Cetinje, die unter seiner Leitung die montenegrinische Meisterschaft gewann. Nachdem Đonović Anfang des Jahres 2024 für zwei Monate das Torwarttraining beim montenegrinischen Verein MRK Budućnost Podgorica geleitet hatte, übernahm er eine Mannschaft in Kuwait.